# Festival international du film de Newport
Le Festival international du film de Newport (en anglais : Newport International Film Festival) est un festival de cinéma présentant des films indépendants, disparu en 2009.
Créé en 1998, aux États-Unis il se tenait une fois par an, habituellement pendant la première semaine de juin, à Newport, Rhode Island. Sa dernière édition eut lieu du 3 au 7 juin 2009. Un an après sa disparition, ses organisateurs forment le festival newportFILM.
Ce festival projetait divers films internationaux dans plusieurs cinémas. Il avait été cofondé en 1998 par Christine Schomer, Nancy Donahoe et Pami Shamir. Le dernier président fut Jennifer Maizel.